# Tsikolaky
Tsikolaky est une commune urbaine malgache située dans la partie nord-ouest de la région d'Androy.

## Géographie
- L'Ivovoky se jette dans le fleuve Menarandra